# Dannes Coronel
Dannes Arcenio Coronel (Naranjal, 24 mei 1973 – aldaar, 7 juli 2020) was een Ecuadoraans profvoetballer, die speelde als verdediger. Hij kwam onder meer uit voor CS Emelec. Met die club won hij tweemaal de Ecuadoraanse landstitel (1993 en 1994).

## Interlandcarrière
Coronel kwam 27 keer uit voor het Ecuadoraans voetbalelftal in de periode 1992-2000. Hij maakte zijn debuut voor de nationale ploeg op 24 mei 1992 – zijn negentiende verjaardag – in de vriendschappelijke interland tegen Guatemala (1-1) in Guatemala-Stad. Andere debutanten namens Ecuador in die wedstrijd waren doelman Jacinto Espinoza, Iván Hurtado, Héctor Carabalí, Eduardo Hurtado, Oswaldo de la Cruz, Diego Herrera en Cléber Chalá. Hij nam met Ecuador deel aan drie edities van de Copa América: 1993, 1995 en 1999.

## Erelijst
CS Emelec
- Campeonato Ecuatoriano de Fútbol

1993, 1994